# Pueblo Nuevo (Barranca)
Pueblo Nuevo es un caserío peruano ubicado en el distrito de Supe, perteneciente a la provincia de Barranca del departamento de Lima, en la costa central del Perú. 

## Ubicación
Pueblo Nuevo se ubica al sureste de la provincia de Barranca, en el distrito de Supe, en el departamento de Lima.

## Demografía
En 2017 Pueblo Nuevo tenía una población de 186 habitantes.